# Carduinae
Carduinae, podtribus glavočika, dio tribusa Cardueae u potporodici Carduoideae.

## Opis
Višegodišnje, dvogodišnje ili jednogodišnje trnovite zeljaste biljke ili polugrmovi, rijetko netrnoviti. Kapitula homogamna, vrlo rijetko periferni cvjetići sterilni i sjajni. Brakteje obično bodljikave, ponekad s rudimentarnim dodacima. Ahenije s radijalno sklerificiranim perikarpom (nema ih kod Staehelina i skupine Saussurea), često s vršnim karunkulama (izraslina u blizini hiluma na sjemenkama nekih biljaka). Inserciona areola ravna ili lateralno-abaksijalna. Apikalna ploča vrlo često nagnuta adaksijalno. Papus umetnut na parenhimatoznom prstenu u apikalnoj ploči, jednostavan ili u mnogo nediferenciranih redova, listopadan. Carduinae su parafiletski skup ako Centaureinae prepoznamo kao različito podpleme (sl. 20.1). Prihvaćanje široko definiranog podplemena Carduinae, čak i parafiletskog, čini se najprikladnijim rješenjem jer bi Carduinae plus Centaureinae računali cca. 2200 od 2500 vrsta plemena. Rasprostranjenost je uglavnom mediteranska, a sekundarno kozmopolitska kao izrazito štetni korovi (vrste Carduus, Cirsium, Onopordum, Silybum i Notobasis). Planine Središnje Azije čine istočnu granicu, a samo se nekoliko rodova (Cirsium, Saussurea i Synurus Iljin) proteže dalje, a samo Cirsium i Saussurea prelaze u Sjevernu Ameriku. Postoje neke neformalne skupine unutar Carduinae, vrlo dobro- ocrtana na temelju morfologije i molekularne analize (Susanna & Garcia-Jacas 2007).

## Rodovi
1. Subtribus Carduinae Dumort.
  1. Galactites Moench (3 spp.)
  2. Cynara L. (11 spp.)
  3. Ptilostemon Cass. (15 spp.)
  4. Lamyropsis (Char.) Dittrich (6 spp.)
  5. Picnomon Adans. (1 sp.)
  6. Notobasis Cass. (1 sp.)
  7. Silybum Vaill. ex Adans. (2 spp.)
  8. Epitrachys K. Koch (1 sp.)
  9. Lophiolepis Cass. (104 spp.)
  10. ×Lophiocirsium Del Guacchio, Bures, Iamonico & P. Caputo (0 sp.)
  11. Cirsium Mill. (378 spp.)
  12. Tyrimnus (Cass.) Cass. (1 sp.)
  13. Carduus L. (88 spp.)
  14. Nuriaea Susanna, Calleja & Moreyra (2 spp.)
  15. Afrocarduus (Kazmi) N. Garcia, Moreyra & Susanna (10 spp.)
  16. Afrocirsium Calleja, N. Garcia, Moreyra & Susanna (3 spp.)